# Kirche des Ehrwürdigen Theodor Studites (Moskau)

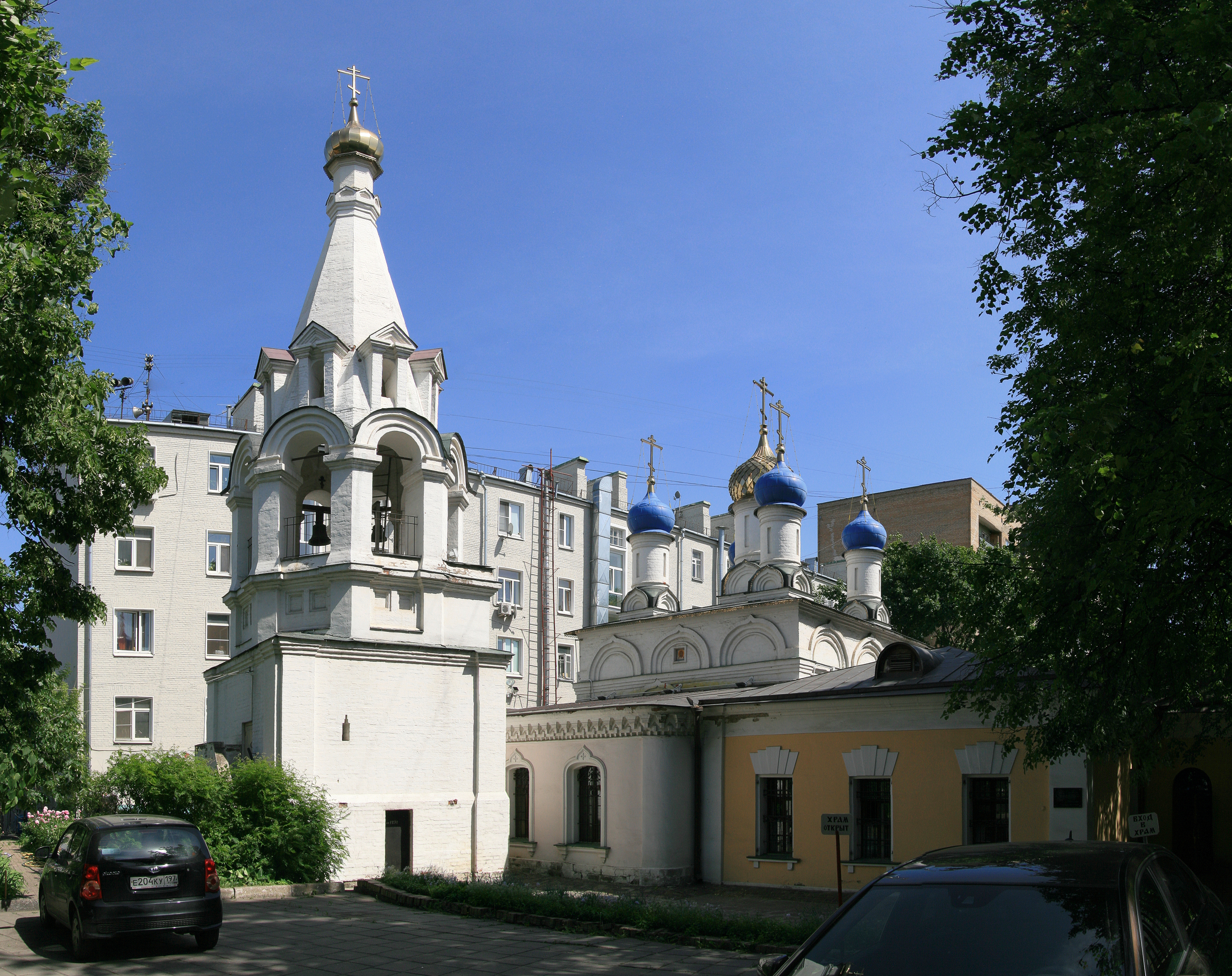

Die Kirche des Ehrwürdigen Theodor Studites (russisch Храм Преподобного Феодора Студита у Никитских ворот Chram Prepodobnowo Feodora Studita u Nikitskich Worot) ist eine Kirche im Zentralen Verwaltungsbezirk Moskaus, die Theodor Studites gewidmet ist. 
Sie befindet sich in der Nähe des Platzes Nikitskie Worota (Nikitski-Tor) in der Großen Nikitskaja-Straße 29.

## Geschichte
Die Kirche wurde 1624 bis 1626 erbaut, später gab es zwei Umbauten des Kirchengebäudes. Der erste Umbau erfolgte 1812 nach dem Brand von Moskau, bei dem das Bauwerk stark beschädigt wurde, der zweite von 1865 bis 1873. Das Kirchengebäude wurde unter der Sowjetherrschaft für Gottesdienste bereits 1922 geschlossen. Seit 1927 wurde das Gebäude von verschiedenen Organisationen genutzt. Der Glockenturm blieb bis 1937 unverändert, dann wurde er bis auf den ersten Stock abgebaut. 
1984 begann der Wiederaufbau, wonach dort die Einrichtung des Suworow-Museum geplant war. Doch 1991 wurde die Kirche des Ehrwürdigen Theodor Studites an die Russisch-Orthodoxe Kirche zurückgegeben.
Alexander Wassiljewitsch Suworow lebte in der Nähe des Nikitski-Tors und war Gemeindemitglied dieser Kirche. Heute erinnert dort eine Gedenktafel an ihn. Auf dem zur Kirche gehörenden Friedhof wurden seine Eltern begraben: Wassili Iwanowitsch Suworow, ein General und Gouverneur Ostpreußens 1761–1762 während des Siebenjährigen Kriegs, und Awdotja Fedossejewna Manukowa. Wahrscheinlich sind auch andere Angehörige Suworows dort bestattet.